# Scherocumella lepturus
Scherocumella lepturus is een zeekommasoort uit de familie van de Nannastacidae. De wetenschappelijke naam van de soort is voor het eerst geldig gepubliceerd in 1911 door Calman.